# 東石美術館
東石美術館（とうせきびじゅつかん）は、東京石灰工業が運営する栃木県佐野市にある美術館。2024年（令和6年）5月に「佐野東石美術館」から名称を改めた。

## 概要
1980年（昭和55年）に「東石美術館」として開館した。その後、2001年（平成13年）5月、開館20周年を記念して名称を「佐野東石美術館」に改めてリニューアルオープンし、1階にグッズコーナー、3階に地元作家の展示コーナーが置かれた。
2024年（令和6年）5月3日、大規模改装が行われ、「東石美術館」に名称を改めてプレオープンした。建物のバリアフリー化のため平屋造りとなり、リニューアル後は「イマーシブ（没入感）」をテーマとする。
2025年（令和7年）夏には、建物の外装にあたる「東石スカイテラス」が完成し、グランドオープンする予定となっている。

## 主な所蔵品
- 横山大観『瀑布』[3]
- 北大路魯山人『銀彩色絵竹に雀花入』[3]
- 高村光雲『彫刻』[3]